# Alicia Dellepiane Rawson
Alicia Dellepiane Rawson (Buenos Aires, 22 de agosto de 1938) es una poeta y traductora argentina. A lo largo de su trayectoria, publicó varios libros de poesía en editoriales de circulación nacional y tradujo obras narrativas para distintos sellos de prestigio. Participó activamente en el Grupo Barrilete y en el Grupo de los Siete, colectivos literarios que tuvieron una presencia significativa en la vida cultural argentina del siglo XX. Es nieta de la médica y activista Elvira Rawson y fue elegida para integrar la Sociedad Argentina de Escritores (SADE) en dos ocasiones.

## Década del 60: Grupo Barrilete
A comienzos de la década de 1960, Alicia Dellepiane Rawson se incorporó al Grupo Barrilete, colectivo literario dirigido por Roberto Jorge Santoro. En 1965 publicó su primer libro de poemas, Atreverse a todo, a través de la Editorial Barrilete, sello vinculado al grupo. Ese mismo año integró el consejo de redacción de la Revista Barrilete, donde además colaboró como correctora y participó en distintas tareas editoriales.
Publicó en sus páginas tanto poemas como reseñas críticas. Entre sus contribuciones se encuentran el poema “Buenos Aires 1964 nosotros no estuvimos”, incluido en Revista Barrilete N.º 9-10 (diciembre de 1964) y las reseñas de los libros Tantos muchachos menos un ángel de María Luisa Rupertino, y Esta noche llovió sangre de Juan Carlos Distéfano, ambas publicadas en Revista Barrilete N.º 11 (mayo de 1965). También colaboró en los Informes de Barrilete, con los poemas “Santo Domingo”, en Informe sobre Santo Domingo (julio de 1965), y “Este país”, en Informe sobre el País (abril de 1966).
Alicia Dellepiane Rawson participó en las actividades del Grupo Barrilete hasta fines de 1974, cuando la revista fue prohibida y retirada de circulación. Durante la última dictadura cívico-militar argentina, varios de los integrantes del grupo fueron perseguidos, desaparecidos o forzados al exilio. Dellepiane Rawson, junto con Rafael Alberto Vásquez, fue una de las pocas integrantes que no debió exiliarse ni fue víctima directa de la represión.

## Grupo de los Siete[11]
En 1983, Alicia Dellepiane Rawson se incorporó al Grupo de los Siete, un colectivo poético conformado originalmente tras una reunión celebrada en el Café Tortoni de Buenos Aires. Sus miembros fundadores fueron Rubén Chihade, Rubén Derlis, Oscar González, Carlos Massetti, Roberto Selles, María del Carmen Suárez y Rafael Alberto Vázquez. Dellepiane Rawson se sumó al grupo en reemplazo de Carlos Massetti.
En 1986, tanto Dellepiane Rawson como María del Carmen Suárez se alejaron del colectivo, siendo reemplazadas por Carlos Penelas y Susy Quinteros.
A lo largo de su existencia, Grupo de los 7 publicó diversos cuadernillos de poesía, entre los que se destacaron:
- Grupo de los 7, publicación inicial en la que afirmaron su convicción de que el aislamiento representa una condición empobrecedora para el poeta.
- Siete poetas en la calle del agujero en la media, homenaje a Raúl González Tuñón.
- Siete poetas contra la desesperanza, obra que ratificaba el compromiso democrático y la defensa de las libertades recuperadas.
- Siete poetas y un rayo misterioso, evocación de la figura de Carlos Gardel.
- Siete poetas y el crimen fue en Granada, homenaje a Federico García Lorca.
- Siete poetas y la América invisible, donde se manifestaba su pertenencia a una identidad americana.
- Contracuerpos, carpeta integrada por siete poemas ilustrados por seis artistas plásticos.

## Sociedad Argentina de Escritores
Alicia Dellepiane Rawson integró en dos períodos la Comisión Directiva de la Sociedad Argentina de Escritores (SADE), pero renunció en ambas ocasiones, según sus propias palabras, "por razones de higiene mental y moral".

## Traducciones
Alicia Dellepiane Rawson también desarrolló una destacada trayectoria como traductora. Trabajó para reconocidas editoriales argentinas y españolas, especializándose en la traducción de novelas y libros infantiles y juveniles. Entre los autores y autoras que tradujo se encuentran Nicholas Sparks, Sidney Sheldon, Diana Gabaldon entre otros. Su labor más relevante en este campo fue la traducción al español de varios libros de la saga Harry Potter, de la autora J.K. Rowling, por encargo de la Editorial Salamandra, siendo la primera en traducirlos al español. Estas traducciones continúan reeditándose en distintos formatos y colecciones.

## Obras seleccionadas[17]

La Rebelión de las Palabras (1990)

- Atreverse a todo (1965) – Editorial El Barrilete[17]

- Las buenas razones (1966) – Editorial El Barrilete[19]
- La mirada en el espejo (1969) – Ediciones Gog & Magog[20]
- El signo de las cosas (1972) – Emecé Editores[21]
- De soledad a distancia (1978) – Emecé Editores[22]
- Memoria del amor (1985) – Ediciones Gog & Magog[23]
- Un balcón en el aire (1986)[24]
- La rebelión de las palabras (1990) – Ediciones Gog & Magog

## Traducciones (selección)
- La odisea de Talbot (1976) [The Talbot odyssey] – Nelson DeMille
- Venganza de ángeles (1980) [Rage of angels] – Sidney Sheldon
- El castillo del odio (1985) [Hatter´s castle] – A. J. Cronin
- Tentar al diablo (1989) - [Shout at the devil] – Wilbur Smith
- El brillo de la seda (1992) [A glimpse of stocking] – Elizabeth Gage
- Tambores de otoño (1996) [Drums of autumn] – Diana Gabaldon
- Harry Potter y la piedra filosofal (1997) [Harry Potter and the Philosopher's Stone] – J. K. Rowling
- Harry Potter y la cámara secreta (1998) [Harry Potter and the Chamber of Secrets] – J. K. Rowling
- Una casa en Irlanda (1998) [Tara Road] – Maeve Binchy
- Enciende una vela (2000) [Light a penny candle] – Maeve Binchy
- Quidditch a través de los tiempos (2001) [Quidditch Through the Ages] – J. K. Rowling
- Harry Potter y el misterio del príncipe (2005) [Harry Potter and the Half-Blood Prince] – J. K. Rowling
- Un paseo para recordar (2000) [A walk to remember] – Nicholas Sparks
- Animales fantásticos y dónde encontrarlos (2001) [Fantastic beasts and where to find them] – J. K. Rowling